# Jan van Hulten
J.W.A. (Jan) van Hulten (Kerkrade, 1956) is een Nederlands trompettist, dirigent, pedagoog en componist.

## Biografie
Van Hulten studeerde aan het Maastrichts conservatorium de hoofdvakken trompet, harmonie- fanfaredirectie en schoolmuziek. Van 1990 tot 2000 was hij trompettist en leider van het koperoctet "New Brass Collection". Dit ensemble verzorgde in binnen- en buitenland educatieve concerten, waaronder in België, Duitsland, Frankrijk, Oostenrijk, Zwitserland en Italië. In 1994 bracht het octet de cd "Brass à la Carte" (Vanguard Classics) uit.
Als dirigent was van Hulten werkzaam bij verschillende Limburgse orkesten: harmonie Concordia - Obbicht, harmonie St. Gerardus - Heksenberg en fanfare St. Josef te Buchten. Vanaf 2005 dirigeert hij het symfonisch Blasorchester Eintracht in Birgelen (Duitsland) en sinds 2015 is hij dirigent bij Musikverein St. Marien te Straeten (Heinsberg, eveneens in Duitsland). Vanaf 1981 is hij bij muziekschool Artamuse (Sittard/Geleen) werkzaam als docent trompet en bugel tevens leider van blazersklassen.
Van Hulten componeerde solostukken voor trompet en piano, studie-boeken voor trompet en trombone, ritmische oefeningen voor fluit en saxofoon. Tevens een aantal originele composities voor blaasorkest, alsook bewerkingen voor blaasorkest van populaire muziek. Sinds 2010 is hij regelmatig als gastdocent verbonden aan het Maastrichts conservatorium. Hij is gespecialiseerd in de didaktiek van de instrumentale groepsles. Sinds 2008 werkt hij als muziekdocent aan Duitse basisscholen in Birgelen (Wassenberg) met heterogene muziekgroepen, vooral "Bläserklassen".